# Turquoise (minéral)
Pour les articles homonymes, voir Turquoise.
La turquoise est une espèce minérale composée de phosphate hydraté de cuivre et d'aluminium dont la composition chimique est CuAl6(PO4)4(OH)8·4H2O. Elle est rare et, pour ses éléments de meilleure qualité, possède de la valeur. Elle a été appréciée comme gemme et pierre ornementale depuis des millénaires, aussi bien en Égypte, en Perse, en Chine, en Mésoamérique, en Amérique du Nord et en Europe,,,,,,. Malgré sa couleur unique, cette gemme a été dépréciée, comme la plupart des gemmes opaques, du fait de l’introduction sur le marché de traitements et d’imitations naturelles (traitées) et synthétiques. Il en reste tout de même un emploi courant, la couleur turquoise.

## Historique de la description et appellations

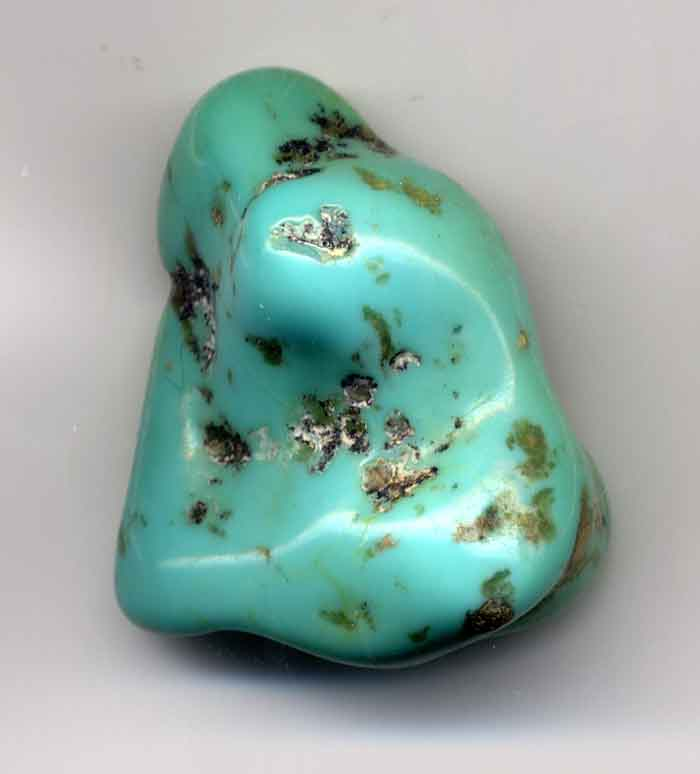
Un caillou de Turqoise

### Étymologie
Le mot turquoise, employé également en anglais, vient du français. Au début du XIIIe siècle, les mots turkeise ou turkoyse apparaissent en français. Au début du XVe siècle, l'expression était devenue pierre turque ou pierre turquoise. Cette appellation provenait d'un malentendu : la turquoise provenait de mines de la province historique Khorassan, en Perse, région aujourd'hui située en Iran, mais elle transitait par la Turquie,,.
Par extension, le terme désigne également la couleur turquoise.

### Synonymes
Une de ses premières dénominations fut certainement καλάϊνος (kalláïnos), en grec ancien « chatoyant bleu et vert » (selon Pline, Naturalis historia). Le mot latin qui en dérivait était callaina, que l’on retrouve sous la forme Callaïs pour nommer le matériau utilisé principalement au Néolithique pour fabriquer de nombreux objets de parure et de prestige, qui sont pourtant majoritairement composé de variscite,,. Les Aztèques, également grands consommateurs de cette gemme, la connaissaient sous le nom chalchihuitl. En Iran, autre grand producteur et consommateur de turquoise, ce minéral s’appelle firouzé, ou piruza, nom également utilisé en turc.

## Propriétés physiques et gemmologiques
Les turquoises de meilleure qualité peuvent atteindre une dureté de Mohs juste inférieure à 6, ou légèrement supérieure au verre,. C’est un minéral de masse spécifique plutôt faible, entre 2,30 et 2,90, et d’une porosité importante, au lustre cireux. Sa couleur est hautement variable, passant du bleu ciel au vert-bleu.  La teinte bleue est attribuée au cuivre,, tandis que la teinte verte est le résultat de la présence de fer dans la maille cristalline (en remplacement de l’aluminium). L’indice de réfraction de la turquoise (mesuré par une lampe à sodium à 589.3 nm) est d’environ 1.61 à 1.65, tel que mesuré sur un refractomètre de gemmologie. Un spectre d’absorption peut également être obtenu avec un spectroscope à main, révélant une ligne à 432nm et une bande faible à 460nm. Sous UV longs, la turquoise peut occasionnellement luminescer en vert, jaune ou bleu, tandis qu’elle est inerte sous UV courts.
Intrinsèquement cryptocristallin, ce minéral ne forme presque jamais de monocristal, cependant, son système cristallin est triclinique. Sa structure cristalline faisant foi auprès de l’International Mineralogical Association, est, quant à elle, décrite par Kolitsch & Giester (2000). Le minéral turquoise fait partie du groupe turquoise dont la description est établie selon Foord et Taggart en 1998.

## Gisements
L’exploitation de la turquoise est très ancienne ; si de nombreux gisements sont aujourd’hui épuisés, d’autres fournissent encore quelques pierres. Les principaux gisements se trouvent au Mexique et aux États-Unis. Elle se trouve aux alentours de la Mer Rouge. Celles du commerce proviennent de l'Iran et de la Turquie. La turquoise se rencontre en masses, toujours amorphes, formant parfois de petits filons engagés dans leur gangue ou en petits rognons.

### Iran
Depuis au moins 2 000 ans, l'Iran reste l’une des plus importantes régions productrices du monde. L’un des gisements les plus vieux est celui du mont Ali-mersai, dans la province du Khorasan, particulièrement à Madan-e Olya (en), avec commercialisation à Nishapur (Khorassan).

### Sinaï
Le nom égyptien du Sinai était Mafkat (mfkt) qui signifie turquoise, nom que les Égyptiens anciens lui ont donné en raison de l'abondance de cette pierre dans la région. Sous la première dynastie des pharaons, et peut-être avant, les Égyptiens utilisaient la turquoise et l’extrayaient de la péninsule du Sinaï. 
Les mines de Sérabit el-Khadem et Wadi Maghareh représentent peut-être les plus anciennes mines. Leur couleur est plus verte que celle des pierres iraniennes.

### États-Unis
On trouvait autrefois beaucoup de turquoises dans les États du Sud-Ouest des États-Unis (Arizona, Californie, Colorado, Nouveau-Mexique, Nevada). Aujourd’hui, seul le site d’Apache Canyon en Californie donne de bons rendements. La mine Sleeping Beauty est également connue.

### France
- La mine de Montebras à Soumans, près de Boussac, Creuse, Limousin (France) est le plus grand gisement de turquoise d'Europe.
- Elle est signalée (rare) à Fumade, Fontrieu, Castres, Tarn, Occitanie, France[26]
- Elle est présente à Echassière (Allier, Auvergne-Rhône-Alpes)

## Usages
Depuis longtemps, elle est appréciée et utilisée par les artisans et les orfèvres comme gemme. Aujourd’hui, elle est concurrencée par des imitations et des substituts synthétiques. Attention de ne pas la confondre avec la variscite pour sa variante verte dans les zones de l'Utah et du Nevada.

## Galerie

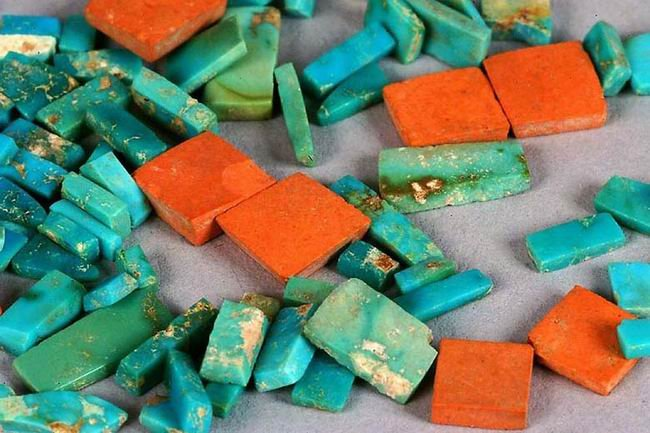
Turquoise et argilite anasazi, trouvées dans le Chaco Canyon, XIe ou XIIe siècle.
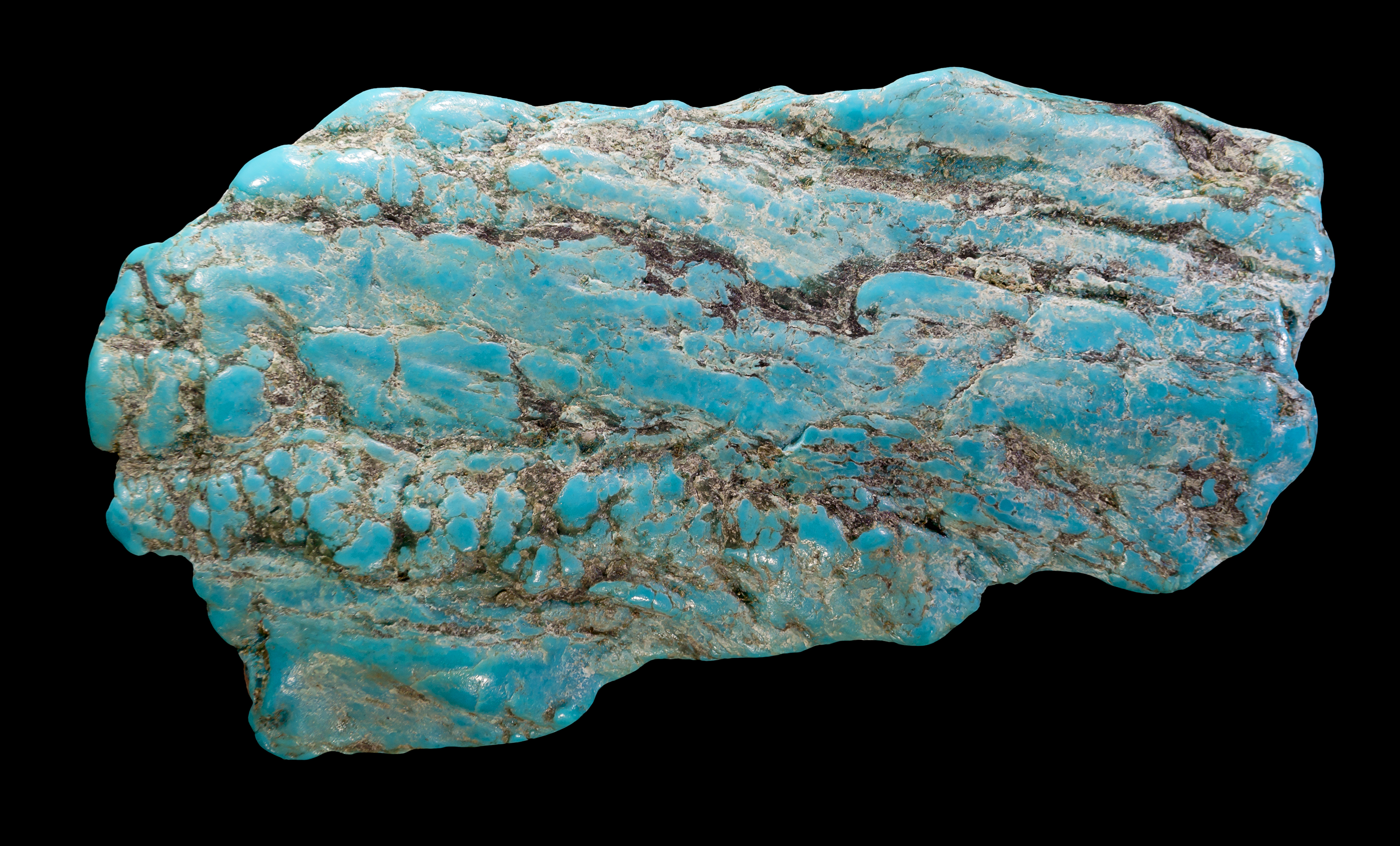
Howlite colorée en bleu pour imiter la turquoise (Turquénite).
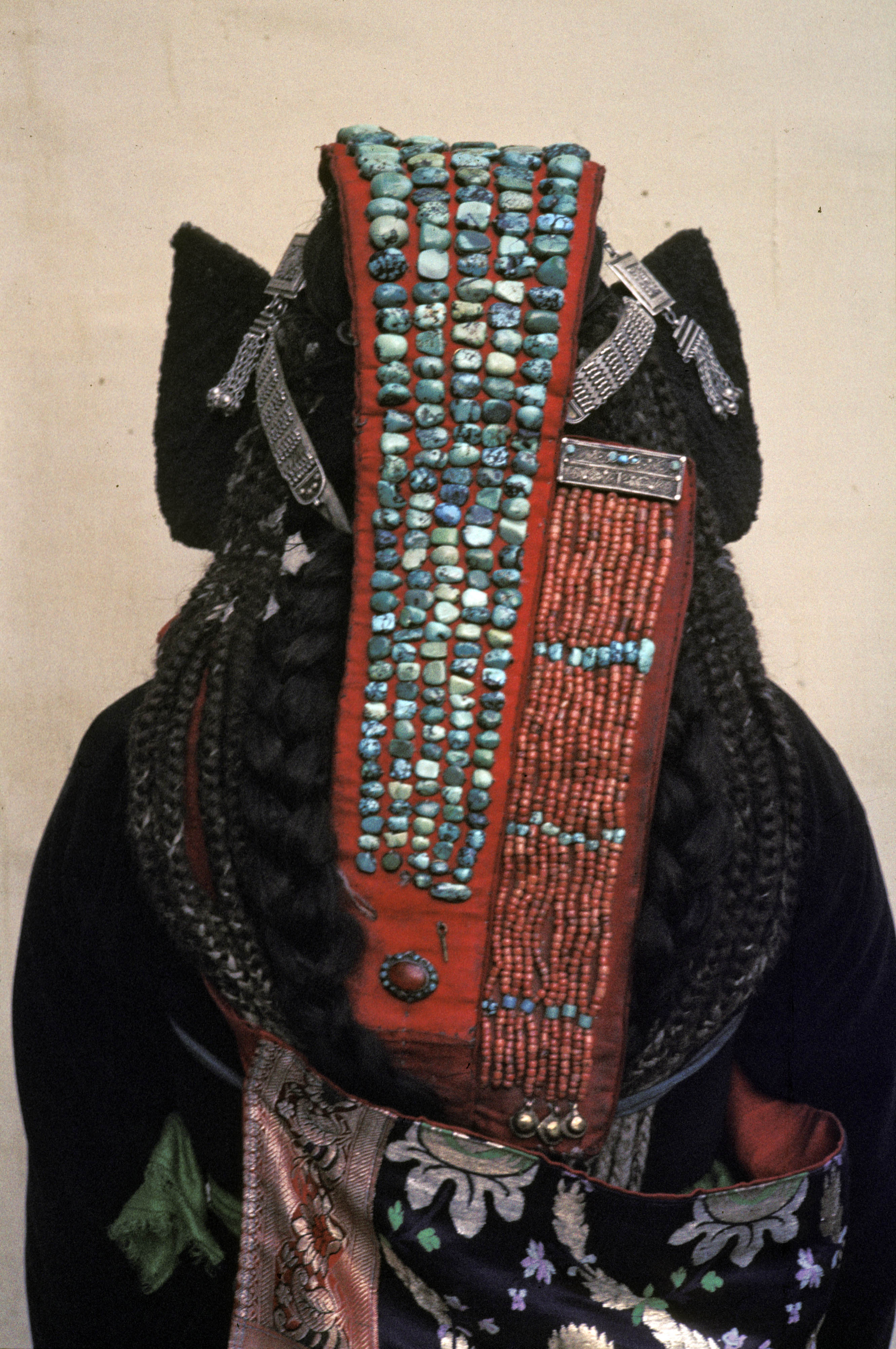
Parure de femme (Ladakh).